# Karl Schnell (General)

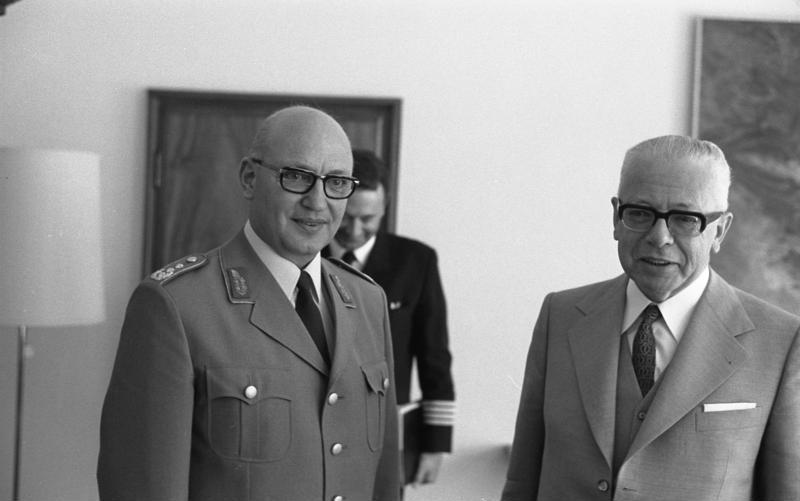
Karl Schnell mit Gustav Heinemann, 1973

Karl Schnell (* 18. Dezember 1916 in Sprendlingen; † 13. Februar 2008) war General der Bundeswehr und beamteter Staatssekretär im Bundesministerium der Verteidigung.

## Leben
Karl Schnell war der Sohn eines Volksschullehrers, der sich in Sprendlingen niedergelassen hatte. Nach erfolgreichem Abitur entschloss sich Schnell, Berufsoffizier zu werden. Er war mit Gisela Witte verheiratet. 

### Dienst in der Wehrmacht
Schnell nahm als Batteriechef am Westfeldzug 1940 teil und hatte dann eine Lehrtätigkeit an der Artillerieschule Jüterbog inne. Vom Spätsommer 1942 bis zum Frühjahr 1943 war er als Hauptmann im Rahmen seiner Generalstabsausbildung zur Heeresgruppe Mitte an die Ostfront kommandiert. Als Quartiermeister war er verantwortlich für den Nachschub der 330. Infanterie-Division.
Die nächste Verwendung fand er, der über gute italienische Sprachkenntnisse verfügte, befördert zum Major i. G. bei der 3. Panzergrenadier-Division südlich von Monte Cassino in Italien. Im Juli 1944 übernahm er die Aufgabe des Ersten Generalstabsoffiziers (Ia) des LXXVI. Panzerkorps in Rimini, dem zeitweise sieben Divisionen der Wehrmacht unterstellt waren. Seine letzte Verwendung fand er während des Krieges als Erster Generalstabsoffizier (Ia) bei der 90. Panzergrenadier-Division. Mit dieser geriet er am 24. April 1945 in amerikanische Gefangenschaft. Nach seiner Entlassung aus der Gefangenschaft wurde er 1946 in Deutschland der Entnazifizierung zugeführt und nach dem Aufenthalt in zwei Lagern am 17. Mai 1947 in die Freiheit entlassen.

### Ziviler Werdegang
Die Banklehre – die er in Karlsruhe begonnen hatte – beendete er, um in Hamburg Betriebswirtschaft und Staatsrecht zu studieren. Sein Studium schloss er 1951 mit der Note „Gut“ ab und übernahm als Diplomkaufmann die Stelle eines Direktorenassistenten in Köln. Seine Dissertation „Die Prinzipien der Arbeitsvorbereitung im Industriebetrieb“ wurde mit „cum laude“ bewertet und brachte ihm den Dr. rer. pol.

### Dienst in der Bundeswehr

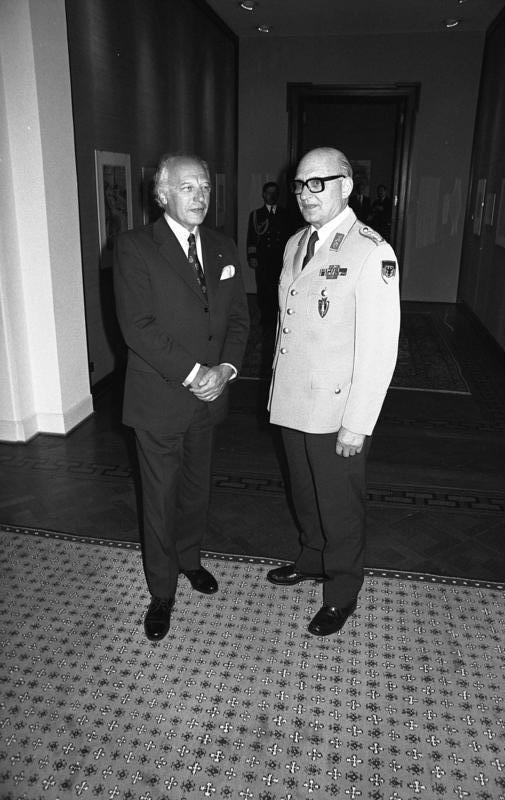
Karl Schnell 1976 mit Walter Scheel

Am 3. September 1956 trat er in der neu aufgestellten Bundeswehr seinen Dienst an und wurde Hilfsreferent in der Abteilung des Führungsstabes des Heeres, die zuständig für Logistik des Feldheeres war. Es folgte ab Februar 1959 die Verwendung als Heeresattaché an der Deutschen Botschaft in Rom und später die Funktion als Leiter des Militärattachéstabes. Wieder zurück in Deutschland übernahm Schnell die Tätigkeiten als Oberst beim Stabe und später stellvertretender Kommandeur der 2. Panzergrenadierdivision in Marburg. Der damalige Inspekteur des Heeres Generalleutnant Alfred Zerbel holt ihn zurück in den Führungsstab des Heeres, hier übernahm er die Leitung der Unterabteilung Logistik. Seine Beförderung zum Brigadegeneral erfolgte am 30. September 1965 und Zerbels Nachfolger Generalleutnant Josef Moll betraute ihn mit der Zusammenführung von Feldheer und der Territorialverteidigung. Am 4. November 1968 übernahm er das Kommando der 6. Panzergrenadierdivision in Neumünster, danach folgte die erste NATO-Verwendung als stellvertretender Chef des Stabes für Planung und Operation im NATO-Hauptquartier. Dem nun zum Generalleutnant aufgestiegenen Schnell war ursprünglich die Stelle des Inspekteur des Heeres, er sollte Generalleutnant Ernst Ferber ablösen, zugedacht, doch der Verteidigungsminister übergab ihm das Amt des stellvertretenden Generalinspekteur der Bundeswehr, er trug nun die Verantwortung für die Ausrüstung der gesamten Streitkräfte. Am 1. Oktober 1975 übernahm General Schnell den Posten des Oberbefehlshabers der Alliierten Streitkräfte Europa-Mitte (CINCENT) und löste seinen Vorgänger General Ferber ab.

### Staatssekretär
Entgegen allen sonstigen Gepflogenheiten entschied Verteidigungsminister Georg Leber, dass General Schnell Nachfolger von Rüstungsstaatssekretär Siegfried Mann werden solle. Trotz aller Diskussionen und Einwände setzte sich der Minister durch und so übernahm Schnell am 11. Januar 1977 das Amt als Staatssekretär im Verteidigungsministerium und wurde politischer Beamter. Im Fahrwasser der verteidigungspolitischen Auseinandersetzungen kam es zum Wechsel des Verteidigungsministers. Der neue Minister Hans Apel, der einen etwas saloppen Führungsstil hatte, hatte kein gutes Arbeitsverhältnis zu seinem Staatssekretär und so kam es zu Zerwürfnissen, die schließlich dazu führten, dass Schnell 1980 aus dem aktiven Dienst ausschied.

### Autor
Nach seiner Pensionierung zog er sich nach Baden-Baden zurück und befasste sich mit Militär- und Kriegsgeschichte. Er verfasste Bücher über die 1870 ausgetragene Schlacht bei Wörth und beschäftigte sich mit Archäologie und Farbfotografie.
Den „Erkundungsritt des Grafen Zeppelin vom Juli 1870“ wiederholte er 1984 und verfasste darob ein Buch.

## Ehrungen
- Eisernes Kreuz II. Klasse
- 1972: Großes Verdienstkreuz mit Stern der Bundesrepublik Deutschland
- 1979: Großes Verdienstkreuz mit Stern und Schulterband der Bundesrepublik Deutschland